# 嘉兴文生修道院
文生修道院位于浙江省嘉兴市南湖区市区东北角光明街153号，曾是天主教中国遣使会在中国唯一的总修院，始建于清光绪二十八年（1902），次年竣工，占地47.5亩，建筑面积5677平方米，为坐东朝西、左右对称分布的建筑群，主体建筑平面呈倒“凹”形，由教堂和欧式环楼组成，底层均为开敞式的拱门长廊，院内植香樟百余棵。
文生修道院是天主教在中国传播的历史见证，具有重要的历史文化价值，其典型的西式建筑特色也具有较高的建筑美学价值，2005年3月列入浙江省文物保护单位，2013年5月同嘉兴天主堂一同列入第七批全国重点文物保护单位。